# Which Would You Rather Be?
Pour plus de détails, voir Fiche technique et Distribution.
Which Would You Rather Be? (littéralement : Lequel préférerais-tu être ?) est un film muet américain réalisé par Frank Cooley, sorti en 1915.

## Fiche technique
- Titre : Which Would You Rather Be?
- Réalisation : Frank Cooley
- Scénario : Webster Campbell
- Producteur :
- Société de production : American Film Manufacturing Company
- Société de distribution : Mutual Film
- Pays de production :  États-Unis
- Langue : film muet avec les intertitres en anglais
- Métrage : 600 m
- Format : Noir et blanc — 35 mm — 1,33:1 — Muet
- Genre : Comédie dramatique
- Durée : 20 minutes
- Date de sortie : 
  - États-Unis : 19 janvier 1915

## Distribution
- Joe Harris : Edward Small
- Webster Campbell : Henry McDonald
- Virginia Kirtley : Sadie Lane
- Kathryn Wilson : Edith Lane
- Fred Gamble : Jim Jansen